# شهادة الآرية

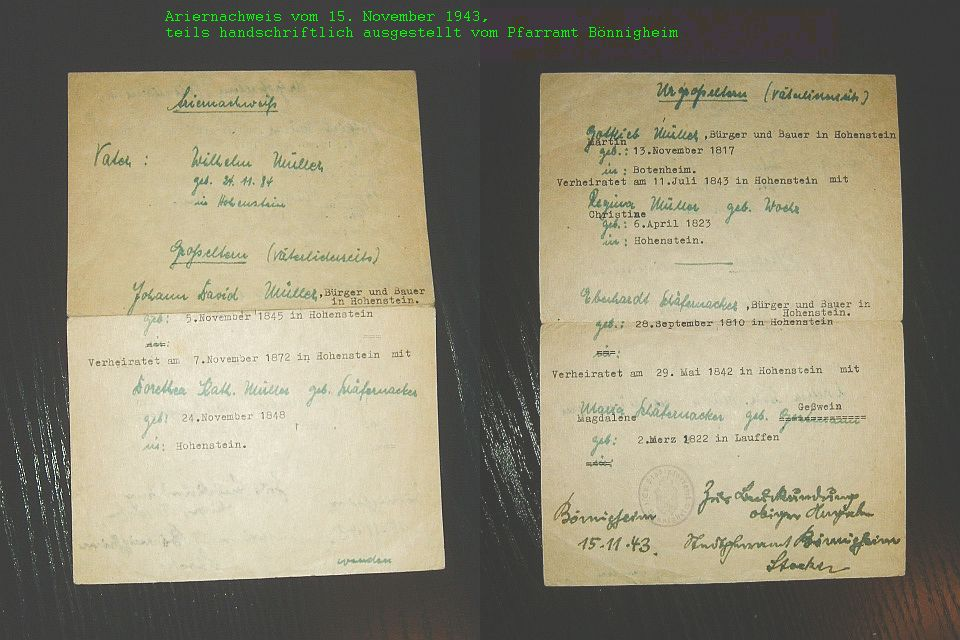
1943 أريناخويس

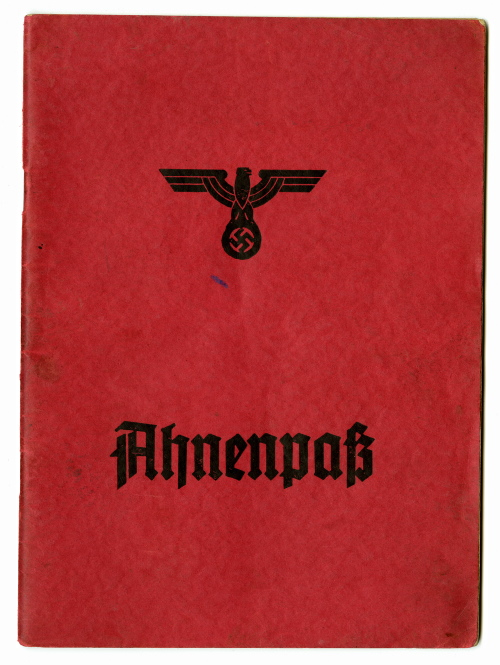
Ahnenpass

في ألمانيا النازية، شهادة الآرية (بالألمانية: Ariernachweis)‏ كانت وثيقة تؤكد أن الشخص من الجنس الآري. ابتداءً من أبريل 1933، كان مطلوبًا من جميع الموظفين والمسؤولين في القطاع العام، بما في ذلك التعليم، وفقًا لقانون استعادة الخدمة المدنية المهنية. كان أيضًا مطلبًا أساسيًا ليصبح مواطناً في الرايخ، لأولئك الذين كانوا من الدم الألماني أو من ذوي الصلة (آريان) وأرادوا أن يصبحوا مواطنين في الرايخ بعد إصدار قوانين نورمبرغ في عام 1935. «السويدي أو الإنكليزي، أو الفرنسي أو التشيكي، أو القطب أو الإيطالي» كان يُعتبر ذا صلة، أي «الآرية».  
كان هناك نوعان رئيسيان: 
- كان كلاينر أريناخويس (شهادة الآري أقل) واحدًا من: 
  - سبع شهادات ميلاد أو معمودية (أو مزيج من الاثنين) (الشخص والديه وأجداده) وثلاث شهادات زواج (الآباء والأجداد) أو أدلة مصدقة عنها: 
    - آننباس (حرفي جواز سفر الجد)
    - آننتافل، جدول أنساب معتمد
- كانت Großer Ariernachweis (شهادة الآرية الكبرى) مطلوبًة للامتثال لمتطلبات Reichserbhofgesetz (قانون تراث الأراضي) والعضوية في الحزب النازي. يجب أن تتبع هذه الشهادة نسب العائلة حتى عام 1800 (وحتى 1750 لضباط قوات الأمن الخاصة). وفقًا للوائح الصارمة لهذا القانون والتي تضمنت هدف الحفاظ على نقاء الدم الألماني [4] فقط أولئك الذين كانوا مؤهلين يمكنهم إثبات (الوصول إلى 1 يناير 1800) أنه «لم يكن لدى أسلافهم -من جهة الأب أو أسلافهم من جهة الأم - دم يهودي أو مخلوط».[5]

## الأهمية القانونية اليوم
من بين المستندات الأخرى، لا تزال السلطات الألمانية تعترف بشهادة الآرية حتى الآن كدليل على الجنسية، لأنها تحتوي على بيانات الميلاد والزواج المعتمدة رسميًا والتي تعتبر بديلاً عن المستندات الأصلية المقابلة. 